# 増野正衛
増野 正衛（ますの まさえ、1912年10月1日 - 1985年(昭和60年)3月10日）は、日本の英文学者、翻訳家。

## 略歴
1938年京都帝国大学文学部英文科卒、立命館大学助教授、京都工芸繊維大学教授、甲南大学教授、就実女子大学教授。ワイン研究家でもあった。
父親は、増野製作所創業者の増野清香。2代目社長の増野香次、3代目社長の増野鋼四郎は弟である。
東京府立第五中学校時代の同級生にNHKアナウンサーの田辺正晴がいる。

## 共編
- 『モーム研究』（サマセット・モーム、後藤武士共編、新潮社、サマセット・モーム全集31） 1959

## 翻訳
- 『大学の理念』（ニューマン、弘文堂） 1949
- 『衣裳論 ズボンとスカート 男女のまとう自然的人為的外皮の性格及び意義についての試論』（エリック・ギル、創元社） 1952
- 『金銭と道徳』（エリック・ギル、創元社） 1953
- 『芸術論 芸術と転換期の文明』（エリック・ギル、創元社） 1953
- 『失われた地平線』（ジェームズ・ヒルトン、新潮文庫） 1959
- 『わいん 世界の酒遍歴』（アレック・ウォー、英宝社） 1964
- 『伝統と始祖たち 近代文学を造った諸思想』（メアリ・M・コラム、多田稔共訳、あぽろん社） 1994

### ハーバート・リード
- 『政治ぎらひの政治論』（ハーバート・リード、山内邦臣共訳、創元社） 1953
  - 『非政治的人間の政治論』（法政大学出版局、りぶらりあ選書） 1970
- 『ピカソ・ルオー・クレーなど』（ハーバート・リード、みすず書房） 1955
- 『モダン・アートの哲学』（ハーバート・リード、宇佐見英治共訳、みすず書房） 1955
- 『芸術の草の根』（ハーバート・リード、岩波現代叢書） 1956
- 『芸術論集』（ハーバート・リード、飯沼馨, 森清共訳、みすず書房） 1957
- 『文学批評論』（ハーバート・リード、みすず書房） 1958
- 『グリーン・チャイルド』（ハーバート・リード、みすず書房、みすず・ぶっくす） 1959、のち英宝社
- 『若い画家への手紙』（ハーバート・リード、多田稔共訳、新潮社） 1971
- 『今日の美術』（ハーバート・リード、多田稔共訳、新潮社） 1973

### サマセット・モーム
- 『怒りの器 短篇集 第4』（新潮社、サマセット・モーム全集18） 1956、のち改題『アー・キン』（ちくま文庫） 1995
- 『クラドツク夫人』（新潮社、サマセット・モーム全集28） 1958
- 『密林の足跡, 機会の扉, 怒りの器』（新潮文庫、モーム短篇集7） 1960
- 『この世の果て』（新潮文庫、モーム短篇集8） 1960
- 『ニール・マックアダム』（モーム、学研、世界文学全集） 1978

### W&A・デュラント
- 『歴史のあけぼの その2』（デュラント、林靖共訳、日本ブック・クラブ、世界の歴史2） 1967
- 『キリスト教全盛時代 第2』（デュラント、日本ブック・クラブ、世界の歴史13） 1968
- 『産業革命前のイングランド』（W.&A.デュラント、多田稔共訳、日本ブック・クラブ、世界の歴史26） 1969
- 『ヴォルテールの時代』（W.&A.デュラント、中原嘉子, 城戸顕子共訳、日本ブック・クラブ、世界の歴史27） 1969

## 参考
- 『人物物故大年表』
- 『アー・キン』訳者紹介